# Artavan
Artavan (arménsky Արտավան; dříve Dzhul) je malá vesnice v provincii Vajoc Dzor v Arménii. V blízkosti vesnice je most a starý hřbitov z 18. století.